# Valerio Bacigalupo
Valerio Bacigalupo (né le 12 mars 1924 à Vado Ligure, en Ligurie et mort le 4 mai 1949 à Superga, une frazione de Turin) était un footballeur italien.

## Biographie
Valerio Bacigalupo fut gardien de but dans les années 1940. Il commença sa carrière à Savone en 1942, puis au Genoa CFC. Il ne remporta aucun titre avec ses deux clubs.
En 1945, il joua au Torino FC, déjà champion en 1943. Il remporta 4 Scudetti (de 1946 à 1949).
C'est par ses performances en club, qu'il fut international italien dès 1947, face à la Tchécoslovaquie, le 14 décembre 1947, à Bari, qui se solda par une victoire (3-1). Il eut 5 sélections en équipe nationale italienne (1947-1949).
Alors qu'il revenait de Lisbonne où elle avait disputé un match amical contre le Benfica Lisbonne pour le jubilé du capitaine portugais Francisco « Xico » Ferreira, il meurt le 4 mai 1949 dans le Drame de Superga. Cela a choqué tout le pays et surtout Turin.
C'est pour lui rendre hommage que le club de Savone a rebaptisé son stade : Stadio Valerio Bacigalupo.

## Clubs
- 1942-1943 : Savone
- 1944 : Genoa CFC
- 1945-1949 : Torino FC

## Palmarès
- Championnat d'Italie de football
  - Champion en 1946, en 1947, en 1948 et en 1949